# Tsurui, Hokkaidō
Tsurui (鶴居村 Tsurui-mura) là một ngôi làng thuộc huyện Akan, phó tỉnh Kushiro, Hokkaidō, Nhật Bản. Tính đến ngày 1 tháng 10 năm 2020, dân số ước tính ngôi làng là 2.558 người và mật độ dân số là 4,5 người/km2. Tổng diện tích ngôi làng là 571,84 km2.

## Địa lý

### Khí hậu
| Dữ liệu khí hậu của Tsurui, Hokkaidō     | Dữ liệu khí hậu của Tsurui, Hokkaidō | Dữ liệu khí hậu của Tsurui, Hokkaidō | Dữ liệu khí hậu của Tsurui, Hokkaidō | Dữ liệu khí hậu của Tsurui, Hokkaidō | Dữ liệu khí hậu của Tsurui, Hokkaidō | Dữ liệu khí hậu của Tsurui, Hokkaidō | Dữ liệu khí hậu của Tsurui, Hokkaidō | Dữ liệu khí hậu của Tsurui, Hokkaidō | Dữ liệu khí hậu của Tsurui, Hokkaidō | Dữ liệu khí hậu của Tsurui, Hokkaidō | Dữ liệu khí hậu của Tsurui, Hokkaidō | Dữ liệu khí hậu của Tsurui, Hokkaidō | Dữ liệu khí hậu của Tsurui, Hokkaidō |
| Tháng                                    | 1                                    | 2                                    | 3                                    | 4                                    | 5                                    | 6                                    | 7                                    | 8                                    | 9                                    | 10                                   | 11                                   | 12                                   | Năm                                  |
| ---------------------------------------- | ------------------------------------ | ------------------------------------ | ------------------------------------ | ------------------------------------ | ------------------------------------ | ------------------------------------ | ------------------------------------ | ------------------------------------ | ------------------------------------ | ------------------------------------ | ------------------------------------ | ------------------------------------ | ------------------------------------ |
| Cao kỉ lục °C (°F)                       | 7.4 (45.3)                           | 10.1 (50.2)                          | 16.3 (61.3)                          | 27.1 (80.8)                          | 35.0 (95.0)                          | 32.0 (89.6)                          | 34.7 (94.5)                          | 35.1 (95.2)                          | 32.0 (89.6)                          | 26.1 (79.0)                          | 21.0 (69.8)                          | 13.1 (55.6)                          | 35.1 (95.2)                          |
| Trung bình ngày tối đa °C (°F)           | −0.8 (30.6)                          | −0.3 (31.5)                          | 3.8 (38.8)                           | 10.1 (50.2)                          | 15.8 (60.4)                          | 18.9 (66.0)                          | 22.2 (72.0)                          | 23.7 (74.7)                          | 21.1 (70.0)                          | 15.7 (60.3)                          | 8.7 (47.7)                           | 1.8 (35.2)                           | 11.7 (53.1)                          |
| Trung bình ngày °C (°F)                  | −7.1 (19.2)                          | −6.5 (20.3)                          | −1.7 (28.9)                          | 4.0 (39.2)                           | 9.4 (48.9)                           | 13.3 (55.9)                          | 17.2 (63.0)                          | 18.7 (65.7)                          | 15.7 (60.3)                          | 9.4 (48.9)                           | 2.5 (36.5)                           | −4.4 (24.1)                          | 5.9 (42.6)                           |
| Tối thiểu trung bình ngày °C (°F)        | −13.9 (7.0)                          | −13.8 (7.2)                          | −7.8 (18.0)                          | −1.8 (28.8)                          | 3.6 (38.5)                           | 8.8 (47.8)                           | 13.4 (56.1)                          | 14.9 (58.8)                          | 10.8 (51.4)                          | 3.2 (37.8)                           | −3.6 (25.5)                          | −10.8 (12.6)                         | 0.3 (32.5)                           |
| Thấp kỉ lục °C (°F)                      | −27.2 (−17.0)                        | −26.9 (−16.4)                        | −21.4 (−6.5)                         | −13.5 (7.7)                          | −7.0 (19.4)                          | −2.4 (27.7)                          | 0.9 (33.6)                           | 5.9 (42.6)                           | −0.2 (31.6)                          | −6.6 (20.1)                          | −15.5 (4.1)                          | −22.5 (−8.5)                         | −27.2 (−17.0)                        |
| Lượng Giáng thủy trung bình mm (inches)  | 47.9 (1.89)                          | 30.0 (1.18)                          | 70.1 (2.76)                          | 87.7 (3.45)                          | 122.8 (4.83)                         | 112.2 (4.42)                         | 136.6 (5.38)                         | 168.8 (6.65)                         | 170.9 (6.73)                         | 123.8 (4.87)                         | 75.7 (2.98)                          | 61.9 (2.44)                          | 1.203,6 (47.39)                      |
| Lượng tuyết rơi trung bình cm (inches)   | 80 (31)                              | 72 (28)                              | 82 (32)                              | 26 (10)                              | 1 (0.4)                              | 0 (0)                                | 0 (0)                                | 0 (0)                                | 0 (0)                                | 0 (0)                                | 8 (3.1)                              | 62 (24)                              | 332 (131)                            |
| Số ngày giáng thủy trung bình (≥ 1.0 mm) | 5.7                                  | 4.7                                  | 7.5                                  | 9.0                                  | 10.5                                 | 9.7                                  | 11.1                                 | 11.6                                 | 12.0                                 | 8.8                                  | 8.1                                  | 6.8                                  | 105.5                                |
| Số ngày tuyết rơi trung bình (≥ 3 cm)    | 9.4                                  | 9.1                                  | 10.7                                 | 3.6                                  | 0.2                                  | 0                                    | 0                                    | 0                                    | 0                                    | 0                                    | 1.0                                  | 7.6                                  | 41.6                                 |
| Số giờ nắng trung bình tháng             | 148.8                                | 151.6                                | 176.4                                | 169.0                                | 170.5                                | 134.7                                | 109.5                                | 120.2                                | 131.9                                | 160.9                                | 151.7                                | 146.1                                | 1.768,4                              |
| Nguồn: Cục Khí tượng Nhật Bản            |                                      |                                      |                                      |                                      |                                      |                                      |                                      |                                      |                                      |                                      |                                      |                                      |                                      |